# Josep Miracle i Montserrat
Josep Miracle i Montserrat (Sants, Barcelona, 9 de gener de 1904 - Barcelona, 19 de novembre de 1998) fou un escriptor i lingüista català.

## Biografia
Miracle va tenir una formació autodidacta dins dels grups culturals i populars de Sants. Fou el deixeble 'estimat' de Pompeu Fabra. Treballà a l'Editorial Selecta com a corrector de proves i després com a director literari; també fou director de la Llibreria Catalònia.
Va col·laborar a la revista D'ací i d'allà entre el 1927 i el 1931, amb articles i traduccions. Alguns signats amb el seu nom sencer i d'altres amb les inicials J. M. També feia sevir pseudònims, com Josep M. Montserrat o Josep Pius i Lluís (amb aquesta signà la traducció de James Joyce Un nuvolet).
Va escriure novel·les de caràcter naturalista —destaca Seixanta minuts; un bon retrat de la Sants obrera de principis de segle XX—, i conreà esporàdicament també la poesia i el teatre. Però excel·lí per les seves biografies, extenses, documentades, concises i sovint polèmiques. Cal mencionar les dedicades a Jacint Verdaguer, Josep Maria Folch i Torres i Pompeu Fabra, a més a més d'assaigs sobre altres personalitats tan rellevants com Joan Maragall, Àngel Guimerà o Víctor Català. Alhora, va ampliar la gramàtica i lexicografia del Diccionari general de la llengua catalana de Pompeu Fabra (1966) i va publicar diverses gramàtiques i diccionaris. El 1983 va rebre la Creu de Sant Jordi.
Disconforme amb alguns dels criteris normatius de l'Institut d'Estudis Catalans, com és l'ús per part d'aquest organisme de la paraula darrere en comptes de darrera o la no acceptació del mot acallar, publicà a Andorra el seu definitiu Diccionari Nacional de la llengua catalana, el 1993, treball caracteritzat, com sempre, per la seva fidelitat a l'esperit i la lletra dels treballs de Fabra.
Com li agradava dir a semblança de la seva admirada Víctor Català, tingué "una longevitat sense senectut". El seu fons es pot consultar a l'Arxiu Municipal de Sants i una biblioteca de Vallvidrera —on visqué durant molts anys— duu el seu nom. La seva figura i obra, menystingudes durant anys, són especialment importants en la mesura que a través de la direcció de les publicacions d'Editorial Selecta establí el cànon literari català del seu temps.

## Obres

### Poesia
- Perfums de jardí (presentat als Jocs Florals de Barcelona de 1921)
- De l'encís dels dos amors (1922)

### Novel·les, prosa i pensament
- Nostra Dona La Sardana (1929)
- Vides inútils (1930)
- Blanca o bruna? (1931)
- Pel foc de la prova (1932)
- Un ram a la finestra (1932)
- Herois de calça curta (1930 i 1933)
- Seixanta minuts (1948)
- La restauració dels Jocs Florals (1960)
- Quatre coses del meu temps [memòries] (1976)
- Entre l'ahir i el demà. Opinions de cor a pensa (1991)
- Claror de posta: obra inèdita (1999)

### Teatre
- Una creu vora el camí (1933)
- Carbassot (1935)
- L'enlluernat (1951)

### Biografies
- Verdaguer, entre la lira i el calze (1952)
- Guimerà (1958)
- Josep Maria Folch i Torres (1971)
- Pompeu Fabra (1968)
- Jaume Raventós. L'home del seny (1973)
- Caterina Albert i Paradís, Víctor Català (1978),
- Verdaguerianes (1987)
- Joan Maragall, poeta, pensador i home de fe (1988)

### Gramàtiques i diccionaris
- Gramàtica catalana (1938)
- Diccionari català-castellà i castellà-català (1969)
- Diccionari Manual de la llengua catalana (1975)
- Diccionari Trilingüe. Català-castellà-francès, castellà-català-francès, francès-català-castellà (1988)
- Diccionari Nacional de la llengua catalana (1993)

## Premis literaris
- Flor Natural - 1920
- Flor Natural - 1921
- Flor Natural - 1922
- Pompeu Fabra als Jocs Florals de la Llengua Catalana de Montevideo - 1949
- IEC-Francesc Mateu - 1959 - La restauració dels Jocs Florals
- Joan Estelrich - 1978 - Caterina Albert i Paradís, 'Víctor Català'

## Guardons
- Creu de Sant Jordi - 1983